# Artiom Ważow
Artiom Ważow (ur. 16 lutego 1991) – rosyjski lekkoatleta specjalizujący się w biegu na 400 metrów.
W 2011 zdobył brąz młodzieżowych mistrzostw Europy oraz złoto uniwersjady w sztafecie 4 × 400 metrów. Dwa lata później wszedł w skład rosyjskiej sztafety, która triumfowała podczas mistrzostw Europy do lat 23 w Tampere.
Rekordy życiowe: stadion – 46,39 (15 czerwca 2013, Jerino); hala stadion – 47,21 (2 lutego 2014, Moskwa). 

## Osiągnięcia
| Rok  | Impreza                        | Miejsce  | Konkurencja             | Lokata     | Wynik   |
| ---- | ------------------------------ | -------- | ----------------------- | ---------- | ------- |
| 2011 | Młodzieżowe mistrzostwa Europy | Ostrawa  | sztafeta 4 × 400 metrów | 3. miejsce | 3:04,01 |
| 2011 | Uniwersjada                    | Shenzhen | sztafeta 4 × 400 metrów | 1. miejsce | 3:04,51 |
| 2013 | Młodzieżowe mistrzostwa Europy | Tampere  | sztafeta 4 × 400 metrów | 1. miejsce | 3:04,63 |